# Погост (Собинский район)
Погост — деревня в Собинском районе Владимирской области России, входит в состав Копнинского сельского поселения.

## География
Деревня расположена близ левого берега реки Клязьма в 8 км на юго-запад от центра поселения села Заречного и в 25 км на юго-запад от райцентра города Собинка.

## История
Деревня Погост впервые упоминается в переписных книгах 1678 года в составе Осовецкого прихода и записана за стольником Безобразовым. 
В конце XIX — начале XX века деревня входила в состав Копнинской волости Покровского уезда, с 1926 года в составе Болдинской волости Владимирского уезда. В 1859 году в деревне числилось 69 дворов, в 1905 году — 56 дворов, в 1926 году — 75 хозяйств и с/х кооператив.
С 1929 года деревня входила в состав Копнинского сельсовета Собинского района.

## Население
| 1859 | 1905 | 1926 |
| ---- | ---- | ---- |
| 407  | 260  | 355  |

| 1859 | 1905 | 1926 | 2002 | 2010 | 2021 |
| ---- | ---- | ---- | ---- | ---- | ---- |
| 407  | ↘260 | ↗355 | ↘59  | ↘29  | ↘23  |